# Cessna 165
Il Cessna 165 è un velivolo monomotore prodotto dalla Cessna. Questo modello ebbe un ruolo fondamentale nella ripresa economica dell'azienda americana dopo la Grande depressione del 1929.

## Storia del progetto
Verso gli anni trenta del XX secolo, quando l'economia americana iniziò a riprendersi, venne annunciata la produzione del Cessna 165 e della sua versione C-34.
 
Il Cessna 165 fu progettato da Dwane Wallace, il nipote di Clyde Cessna, celebre fondatore dell'azienda. Poco dopo l'entrata in servizio del C-34 Clyde lasciò l'azienda nelle mani del nipote.
Molte caratteristiche del design del 165 vennero prese in prestito da modelli precedenti di Cessna, come per esempio i finestrini.

## Varianti

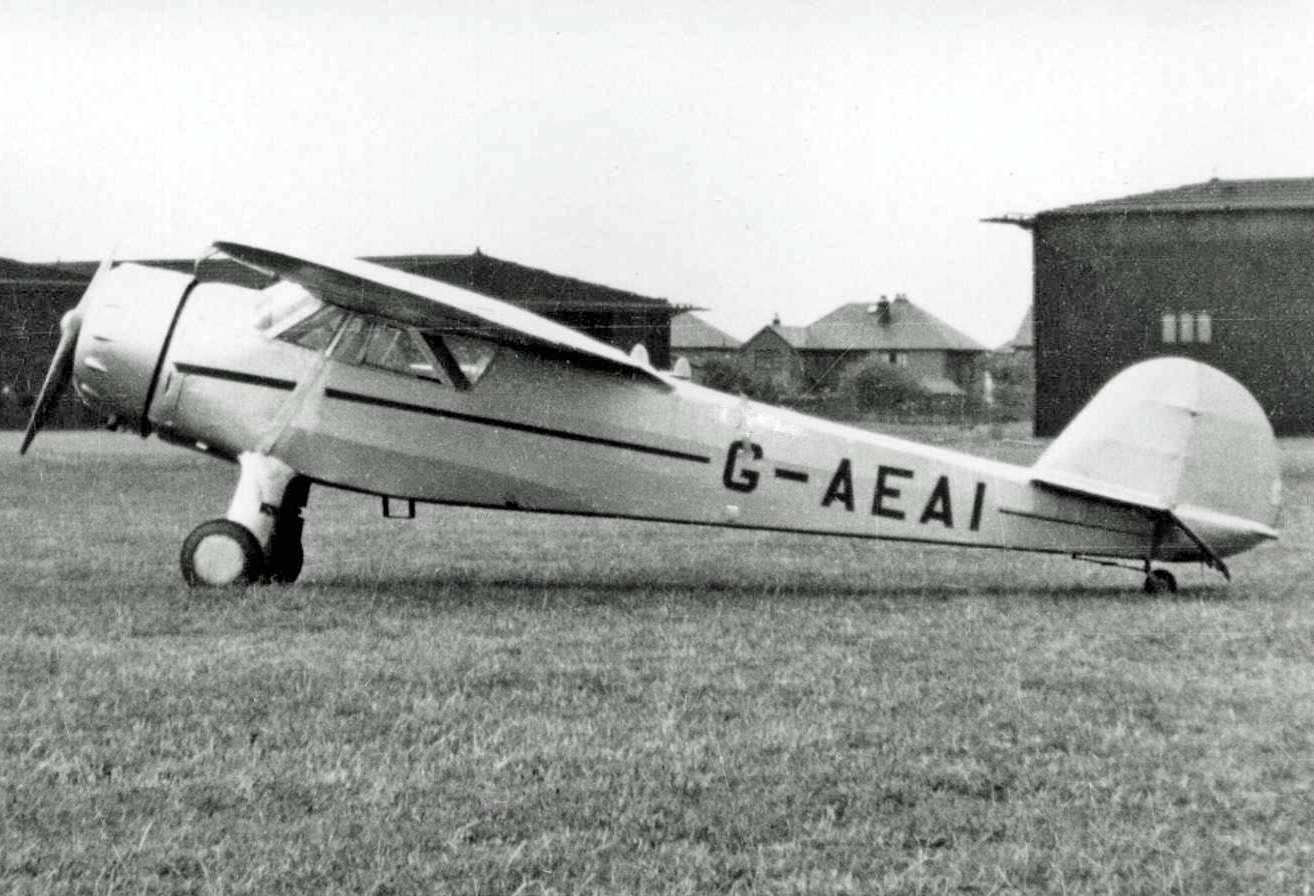
Cessna C-34

C-34Versione a quattro posti, ne furono costruiti 42 esemplari.
C-37Versione con la fusoliera allargata di circa 12 cm; costruiti 46 esemplari.
C-38Versione dotata di un carrello di atterraggio più grande e con la gamba del carrello curvata; ne furono costruiti 16 esemplari.
C-39Prototipo originale del C-145
C-145Versione dotata di un motore Warner R-420 da 145 cavalli.
C-165Versione dotata di un motore Warner R-420 da 165 cavalli.
C-165DVersione dotata di un motore Warner R-420 da 175 cavalli.
UC-77BCessna C-34 in dotazione all'United States Army Air Force (USAAF) durante la Seconda guerra mondiale
UC-77CUn Cessna C-37 in servizio nell'USAAF nel 1942.
UC-94Tre Cessna C-165 in servizio nell'USAAF nel 1942.

## Utilizzatori

### Militari
Australia
- Royal Australian Air Force

 Finlandia
- Finnish Air Force

 Stati Uniti
- United States Army Air Force